# Batuša (Malo Crniće)
Pour les articles homonymes, voir Batuša.
Batuša (en serbe cyrillique : Батуша) est un village de Serbie situé dans la municipalité de Malo Crniće, district de Braničevo. Au recensement de 2011, il comptait 509 habitants.

## Démographie

### Évolution historique de la population
| 1948 | 1953 | 1961  | 1971 | 1981 | 1991 | 2002 | 2011 |
| ---- | ---- | ----- | ---- | ---- | ---- | ---- | ---- |
| 889  | 935  | 1 001 | 898  | 836  | 781  | 606  | 509  |

|  |